# Tipuloleskia mima
Tipuloleskia mima är en tvåvingeart som beskrevs av Townsend 1931. Tipuloleskia mima ingår i släktet Tipuloleskia och familjen parasitflugor. Inga underarter finns listade i Catalogue of Life.